# Svenska kungliga födslar

Karl XII:s segerhuva. Idag finns den att beskåda i Livrustkammaren i Stockholm.

Svenska kungliga födslar har varit och är fortfarande en stor händelse som kringgärdats med extra uppmärksamhet och ceremoniel.

## Historiskt
Under tidigare århundraden har hovastrologer försökt förutspå det lilla barnets framtid genom att speja efter tecken i skyn. Särskilda tidpunkter har ansetts mycket lyckobringande att födas på, medan andra har varit olycksbådande. Såväl Karl XII som drottning Kristina föddes med segerhuva – alltså en del av fosterhinnan kvar på huvudet – något som ansågs särskilt lyckobringande. Segerhuvan brukade man ta tillvara och torka. Barnet fick sedan bära med sig det som en lyckobringande amulett. Benämningen segerhuva kommer från att man trodde att den som föddes så skulle ha stor lycka och framgång i livet.

## Traditioner och praxis idag

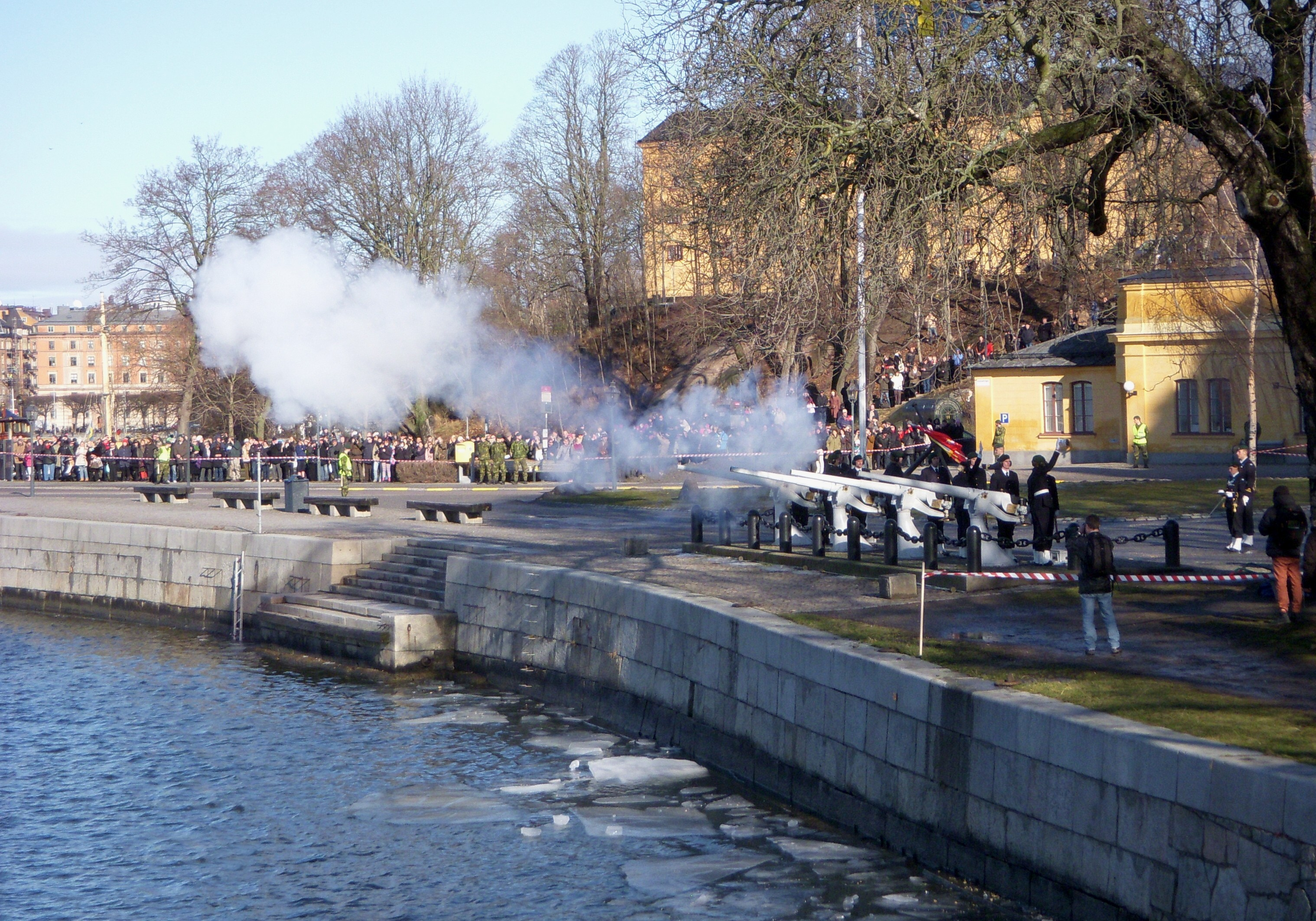
Salut skjuts på Skeppsholmen då prinsessan Estelle föds.

Idag äger en rad traditionella ceremonier rum vid en kunglig födsel. Då barnet är fött meddelar riksmarskalken rikets ledning om födseln, varpå en kommuniké publiceras på kungahusets hemsida samt facebook. Dagen efter födseln hålls en vittnesbekräftelse där statsminister, talman, överhovmästarinna och riksmarskalk är vittnen. Vid en konselj, som även den äger rum dagen efter födseln, meddelar kungen regeringen barnets namn, titel, samt tilldelat hertigdöme/hertiginnedöme. Salut skjuts från Skeppsholmen i Stockholm, samt från salutstationerna i Boden, Härnösand, Karlskrona och Göteborg vid en kunglig födsel. I Slottskyrkan hålls en tacksägelsegudstjänst dagen efter barnet fötts, där bland andra den närmaste familjen och representanter från riksdag och hovet deltar.